# Philisca
Philisca es un género de arañas araneomorfas de la familia Anyphaenidae. Se encuentra en Sudamérica.

## Especies
Según The World Spider Catalog 12.0:
- Philisca accentifera Simon, 1904
- Philisca amoena (Simon, 1884)
- Philisca chilensis (Mello-Leitão, 1951)
- Philisca doilu (Ramírez, 1993)
- Philisca gayi (Nicolet, 1849)
- Philisca hahni Simon, 1884
- Philisca huapi Ramírez, 2003
- Philisca hyadesi (Simon, 1884)
- Philisca ingens Berland, 1924
- Philisca obscura Simon, 1886
- Philisca ornata Berland, 1924
- Philisca puconensis Ramírez, 2003
- Philisca tripunctata (Nicolet, 1849)